# Persis Foster Eames Albee
Persis Foster Eames Albee (30 tháng 5 năm 1836 - 7 tháng 12 năm 1914), còn được gọi là PFE Albee, là một doanh nhân và nhà khởi nghiệp người Mỹ. Bà là nữ nhân viên bán hàng chuyên nghiệp cho Công ty Nước hoa California, sau này trở thành Avon Products và được coi là " Avon Lady " đầu tiên nhờ kỹ thuật tiếp thị thành bàng và tuyển dụng và đào tạo nhân viên bán hàng khác. bà là người tiên phong trong việc đưa phụ nữ trở nên độc lập về tài chính.

## Cuộc sống và hôn nhân ban đầu
Persis Foster Eames (sau này được rút ngắn thành "PFE") sinh ngày 30 tháng 5 năm 1836 tại Newry, Maine, với Alexander Eames và Miranda Howe Eames. Bà có bốn chị em. Năm 1866, ở tuổi 30, khi cư trú tại Williamsburg, New York, bà kết hôn với Ellery Albee. Ông là một luật sư ở Winchester, New Hampshire và từ năm 1869 đến 1871, Thượng nghị sĩ bang New Hampshire.  Hai vợ chồng đã có một con trai, Ellery, sinh năm 1870, và một đứa con gái, Ellen, sinh năm 1873. Ngay sau khi kết hôn, cặp vợ chồng chuyển đến Winchester. Họ sống trong một ngôi nhà thuộc địa hai tầng màu trắng bên bờ sông gần một nhà ga đường sắt ở trung tâm thị trấn. Ngôi nhà bao gồm một cửa hàng. Cửa hàng của họ có điện thoại bàng cộng duy nhất của thành phố làm cho nó trở thành một điểm tụ tập tự nhiên.

## Nghề nghiệp
Vào năm 1879, người bán sách ở Thành phố New York David H. McConnell đã đến thăm nhà của Albee's Westchester để cung cấp sách. Thành công của ông trong việc bán sách đã dẫn đến sự thăng tiến của ông với tư cách là giám đốc khu vực phụ trách các lãnh thổ khác nhau của Hoa Kỳ, trong đó ông đã tuyển dụng các đại lý sách khác. Nhớ lại Albee và cửa hàng của mình, bà được tuyển dụng làm đại lý bán hàng. Ban đầu, bà bắt đầu làm việc bán thời gian, trong khi điều hành cửa hàng của mình tại nhà, và cuối cùng trở thành một "Đại lý kho" vì vị trí của bà gần ga tàu duy nhất của thị trấn và bà sử dụng nó.
McConnell đã đổi mới những cách mới để kinh doanh sách của mình, kết hợp chúng với các mẫu nước hoa thơm tự chế miễn phí. Thấy rằng nước hoa khiến phụ nữ quan tâm hơn những cuốn sách, ông bắt đầu bán nước hoa thay sách. Năm 1886, ông thành lập Công ty Nước hoa California. Albee là một trong những đại lý thành công nhất của McConnell và trong vài tháng đã trở thành "Người quản lý kho" đầu tiên của anh ta phụ trách khu vực bán hàng mà bà được tuyển dụng. Bà là một nữ doanh nhân có uy tín và thành công và được biết đến trong Công ty Nước hoa California với tư cách là "mẹ" của nó vì hệ thống thực tế và phương pháp sáng tạo để bán sản phẩm của công ty.  Bán hàng từ phụ nữ sang phụ nữ được McConnnell xem là một cách để mở cửa và tăng doanh số.
McConnell chịu trách nhiệm về trụ sở của công ty: 20 nhân 25 foot (6,1 m × 7,6 m) diện tích sàn của một tòa nhà sáu tầng tại 126 Chambers Street ở Manhattan ở thành phố New York. Ông là nhà hóa học, cùng với vợ, Lucy, người đã phát triển năm loại nước hoa đầu tiên. Các nhân viên văn phòng ban đầu khác lúc đầu bao gồm một người viết tốc ký, một trợ lý văn phòng và một nhân viên giao hàng. Tổng giám đốc bán hàng duy nhất của ông là Albee, người đã đưa các đại lý và nhân viên bán hàng khác để mở rộng kinh doanh của công ty. Bà ấy đã giúp phát triển các sản phẩm mới, và công ty đã mở rộng và tiếp quản tất cả các tầng của tòa nhà.
Trở thành góa phụ vào năm 1885, hồ sơ điều tra dân số của thị trấn cho thấy bà là một đại lý bán đồ gia dụng và hàng hóa cho các dịp lễ ngày lễ. Cửa hàng tạp hóa của bà đã được hợp nhất với việc bán nước hoa và các sản phẩm khác cho phụ nữ vào năm sau. Năm năm mươi tuổi vào năm 1886, bà điều hành cửa hàng tạp hóa từ nhà của mình và bán hàng tại nhà ở Winchester và Cheshire County, New Hampshire. Bà là một nữ doanh nhân của Công ty Nước hoa California và đã đi tiên phong trong các kỹ thuật bán hàng trực tiếp của công ty vẫn được sử dụng cho đến ngày nay.  Bà đã phát triển một mạng lưới chỉ dành cho phụ nữ để bán trực tiếp cho những người phụ nữ khác. Điều này mang lại cho phụ nữ cơ hội kiếm thu nhập và độc lập về tài chính, khi theo truyền thống, lực lượng lao động chỉ của đàn ông.

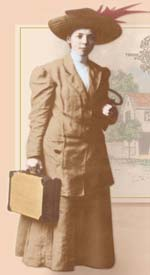
PFE Albee 1886, ăn mặc chuyên nghiệp như nhân viên bán hàng.

Albee đã nghĩ ra một sản phẩm được gọi là "Bộ nước hoa Little Dot", bao gồm năm chai nước hoa được lắp ráp trong một bộ hộp.    Nước hoa có mùi hương hoa. Hơn một trăm phụ nữ đã được tuyển dụng làm "Avon Ladies" trong năm đầu tiên để bán chiếc hộp được đặt làm sản phẩm chính của họ.  Albee đã đào tạo hơn 5.000 đại diện để bán các sản phẩm mỹ phẩm trong sự nghiệp 12 năm của mình với công ty, sau này được biết đến với cái tên Avon.
Albee ăn mặc chuyên nghiệp, theo thời trang thời bấy giờ, khi bà bán hàng tận nhà. Tiêu biểu là một chiếc váy thế kỷ XIX hoặc thời trang khác của thời đại. Thỉnh thoảng bà ấy đội một chiếc mũ lót, đeo găng tay và đi ủng "bà già". Bà ấy mang theo sổ tay của một đại lý nói rằng các mẫu của bà ấy là hàng thật từ kho và giống hệt với mẫu mà khách hàng sẽ nhận được sau khi mua.
Albee sau đó đã cung cấp cho khách hàng của mình nhiều loại mỹ phẩm của Công ty Nước hoa California. Bà trở thành cố vấn sắc đẹp và bán kem, xà phòng và kem đánh răng ngoài nước hoa. Albee thường đi bằng ngựa và xe lôi trong khu vực đảm trách của mình và bằng tàu hỏa đến các tiểu bang khác ở Đông Bắc trong kỷ nguyên tiền ô tô. Trong quá trình bán hàng, bà đã tuyển được nhiều phụ nữ làm đại lý bán hàng. Những việc làm là tự quản lý hoặc bán hàng rong các dòng sản phẩm của phụ nữ của Công ty Nước hoa California qua "phục vụ tận nhà không chính thức áp lực thấp ". Albee đã làm việc với công ty 25 năm và sống ở Winchester trong thời gian này. Công ty trở thành Avon Products nhiều năm sau khi bà qua đời; tuy nhiên, Albee được coi là đại diện đầu tiên của Avon  - Avon Lady đầu tiên trên thế giới. bà được ghi nhận là người truyền cảm hứng cho các truyền thống hiện được sử dụng bởi công ty Avon như tinh thần kinh doanh trong bán hàng tận nhà. 

## Các hoạt động khác
Albee cũng là một giáo viên trường chủ nhật và chủ tịch của hội văn học địa phương.

## Cuộc sống sau này
Sức khỏe giảm sút của Albee vào giữa những năm bảy mươi đã buộc bà phải từ bỏ việc bán hàng. Bà chuyển đến sống cùng với con gái Ellen Albee Day tại Baldwinville, Massachusetts. Albee mất ngày 7 tháng 12 năm 1914, tại Templeton, Massachusetts. Bà đã 78 tuổi. Hài cốt của bà được chôn cất tại Nghĩa trang xanh ở Winchester. 

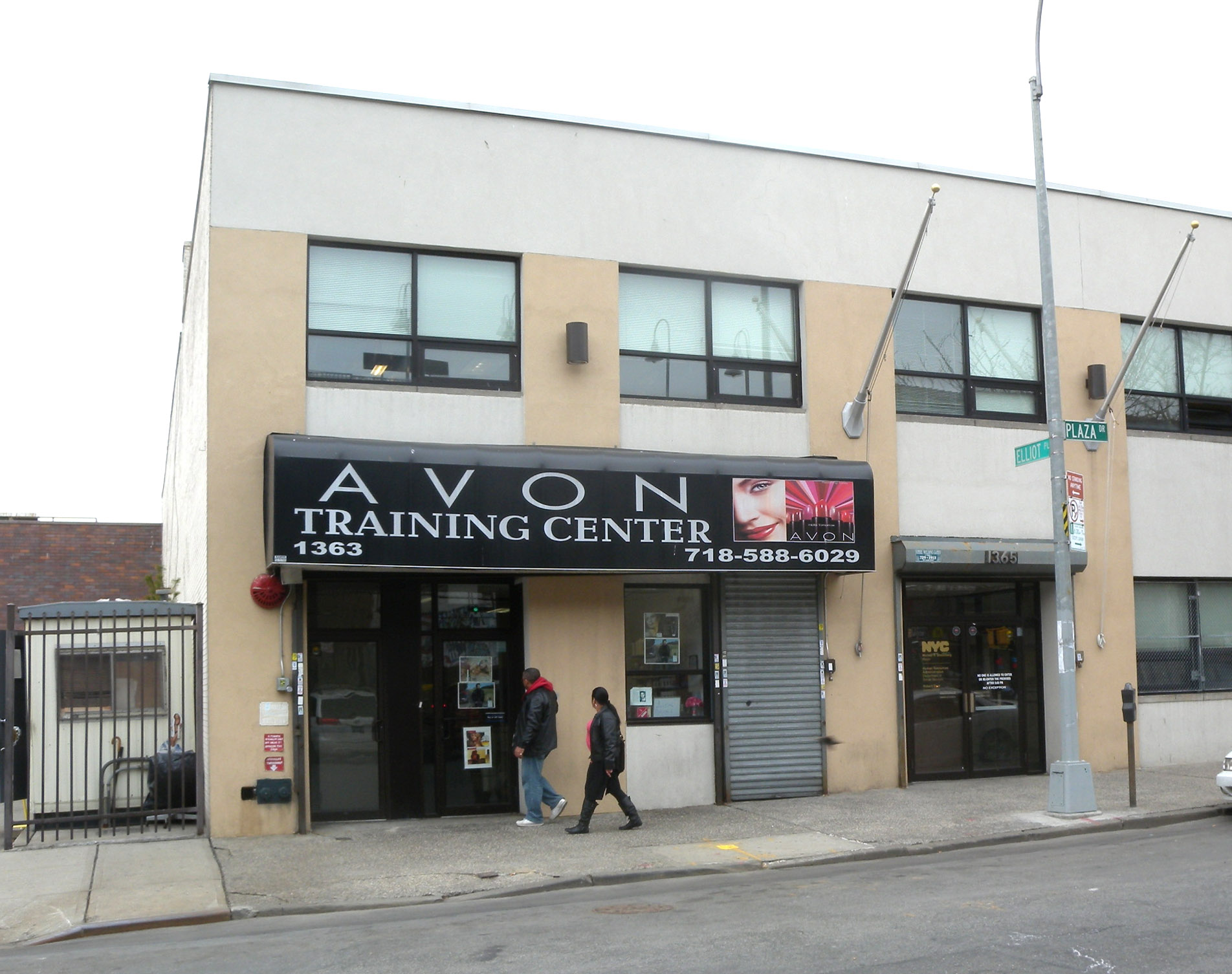
Trung tâm đào tạo Avon ở New York

## Di sản
Vai trò tiên phong của Albee với tư cách là một đại lý bán hàng độc lập được tiếp nối bởi khoảng 450.000 "Avon Ladies" khác vào năm 1971. Con số đó đã tăng lên hơn nửa triệu vào năm 1972.   Nhiều "giải thưởng Albee" khác nhau đã được trao cho những người bán hàng hàng đầu ở một số quận tại từng thời điểm.

Một đại diện búp bê của Albee, được sản xuất bởi những người tạo ra Hummel figurines, đã được trao giải thưởng bán hàng vào năm 1973. Năm 1997, một búp bê Barbie Albee đã được phát hành; ban đầu nó chỉ được bán cho các đại lý bán hàng hàng đầu của Avon và hiện là một món đồ sưu tầm.   

## Trích dẫn
1. 1 2 3  Flanders, Vicky (2017). "The 1st Avon Lady Biography". Avon. Truy cập ngày 19 tháng 4 năm 2017.
2. ↑  Kalan, Jonathan. "Africa's 'Avon Ladies' saving lives door-to-door". Truy cập ngày 20 tháng 9 năm 2017.
3. 1 2 3 4 5  Klepacki 2010, tr. 18.
4. ↑  Hast 1991, tr. 15.
5. ↑  "First Avon Lady". The Index-Journal. Greenwood, South Carolina. ngày 19 tháng 4 năm 1992 – qua newspapers.com .
6. ↑  Klepacki 2010, tr. 17–18.
7. ↑  DeLozier 1977, tr. 95.
8. ↑  Klepacki 2010, tr. 19.
9. ↑  Sherrow 2001, tr. 25.
10. ↑  Thompson 2001, tr. 334.
11. 1 2 3  Krismann 2005, tr. 21.
12. ↑  Langdon 2004, tr. 56.
13. ↑  Sloane 2007, tr. 78.
14. ↑  Kochan 1996, tr. 14.
15. 1 2  Klepacki 2010, tr. 21.
16. ↑  Panati 2016, tr. 244.
17. ↑  Moskowitz, Levering & Katz 1990, tr. 154.
18. ↑  Klepacki 2010, tr. 20.
19. ↑  Grant 1998, tr. 26.
20. ↑  Rangan 2005, tr. 449.
21. ↑  "First Avon Lady". Standard-Speaker. Hazleton, Pennsylvania. ngày 1 tháng 5 năm 1992. tr. 5 – qua newspapers.com .
22. 1 2  Poole & Farnan 2012, tr. 69.
23. ↑  L.M. Boyd (ngày 3 tháng 7 năm 1979). "Here's to the first Avon lady". Daily Sitka Sentinel. Sitka, Alaska. tr. 2 – qua newspapers.com .
24. ↑  Williams 2017, tr. 212.
25. ↑  Friedman 2009, tr. 202.
26. ↑  Klepacki 2010, tr. 22.
27. ↑  Poole & Farnan 2012, tr. 119.
28. ↑  Bender, Marylin (ngày 12 tháng 12 năm 1971). "Do The Chimes Toll for Avon Lady?". The San Bernardino County Sun. San Bernardino, California. tr. 43 – qua newspapers.com .
29. ↑  Olsen 1994, tr. 157.
30. ↑  James 2002, tr. 32.
31. ↑  Henninger, Daniel (ngày 12 tháng 7 năm 1972). "Pleasant old country boy keeps industry booming". The Pocono Record. Stroudsburg, Pennsylvania. tr. 15 – qua newspapers.com . This year, Mrs Albee's 550,000 commercial descendants will sell more that $1 billion in Avon products.
32. ↑  Bailey, Mary (ngày 6 tháng 1 năm 2005). "Combining old-fashion sales & thousands of cups of coffee". The Sun and the Erie County Independent. Hamburg, New York. tr. 16 – qua newspapers.com .
33. ↑  "Avon ladies are honored for service". Great Bend Tribune – page 25. Great Bend, Kansas. ngày 16 tháng 9 năm 1973 – qua newspapers.com .
34. ↑  "Everybody's business". The Pocono Record. Stroudsburg, Pennsylvania. ngày 25 tháng 10 năm 1973. tr. 19 – qua newspapers.com .
35. ↑  Weber 2008, tr. 453.
36. ↑  Hastin 1998, tr. 495.
37. ↑  Augustyniak 1999, tr. 29.
38. ↑  Barbie trong vai bà PFE Albee